# Harald Havas

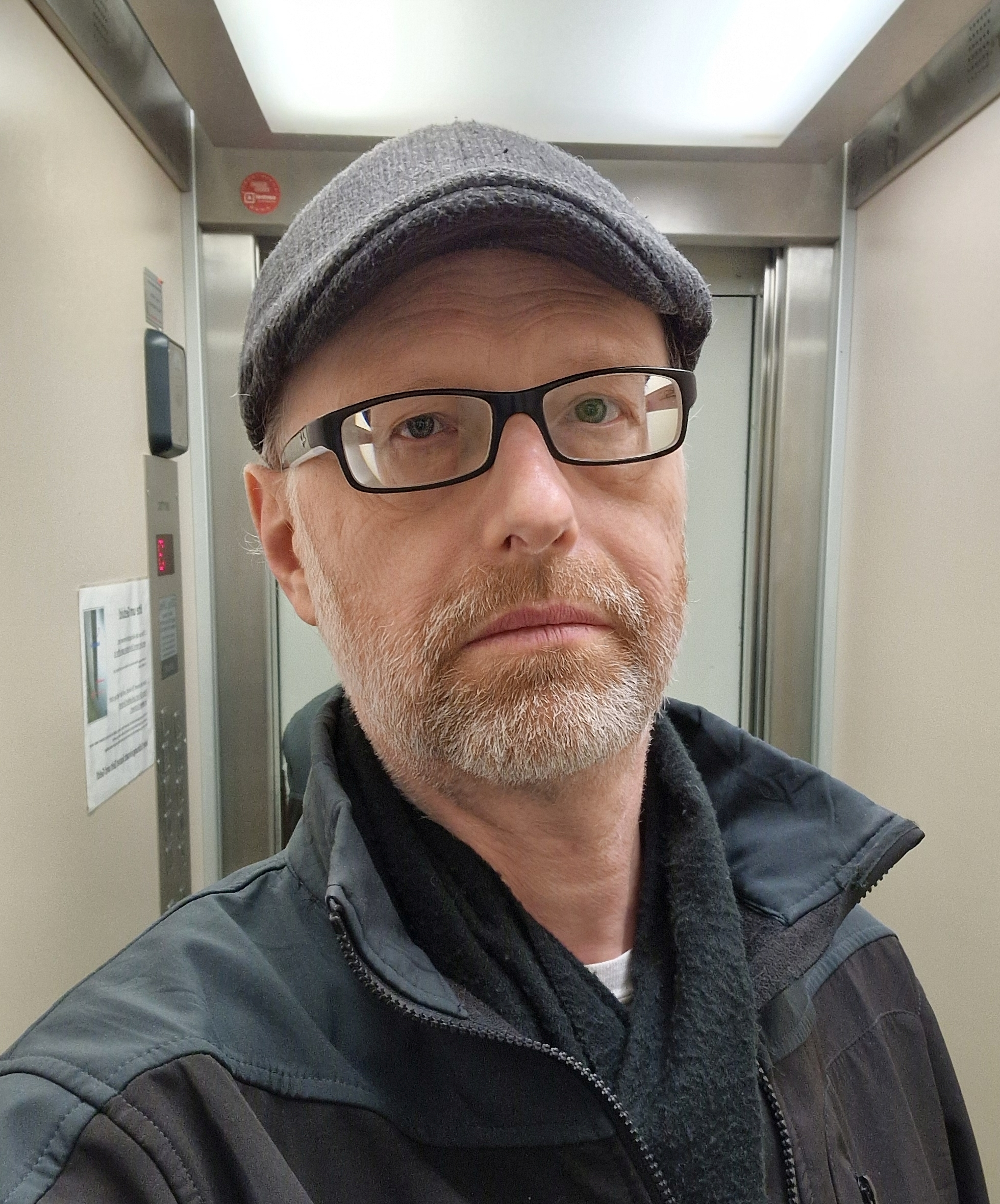
Harald Havas, 2024

Harald Havas (* 1964 in Wien) ist ein österreichischer Journalist, Autor und Übersetzer.

## Leben und Wirken
Havas wurde in Wien geboren, wo er auch lebt und arbeitet. Er war sieben Jahre lang Chefredakteur der Fachzeitschrift Comic Forum und betreute die Ausstellung Comic Welten. Darüber hinaus war er Autor des vom ORF betreuten Internetcomics Fred. Von 1998 bis 2006 war er Mitglied der Jury zur Vergabe des Max-und-Moritz-Preises auf dem Comic-Salon Erlangen.
Ab 1999 war er als Autor und Ausstellungsgestalter an dem österreichischen Retro-Medien-Phänomen Wickie, Slime & Paiper beteiligt.
Havas ist zusammen mit u. a. Michael Wittmann und Rachel Gold Gründungsmitglied von „Comics gegen Rechts“, einer Initiative österreichischer Comiczeichner, um „ein Zeichen gegen die in der letzten Zeit gehäuften Vorfälle von rechten und rechtsextremen ‚Ausrutschern‘ und Manifestationen aller Art zu setzen.“
Im April 2010 gründete Havas einen Youtube-Kanal, wo er regelmäßig Videos von Übersetzungen von Liedern, die er darin vorliest, hochlädt.
Havas ist als Buchautor, Drehbuchautor, Spiele-Autor, Comic-Texter, Autor für Kindermedien sowie Journalist für Zeitschriften wie Wiener tätig und Vater zweier Töchter.
Er ist Mitbegründer und Hauptautor der seit 2016 erscheinenden Comic-Serie Austrian Superheroes.
Neben seinen regelmäßig erscheinenden Sachbüchern ist er seit 2021 ist er Autor der Blog-Serie Out There der Tageszeitung Der Standard, in der er sich mit der wissenschaftlichen und politischen Beschäftigung mit dem UFO-Phänomen widmet.
Zusätzlich gibt Harald Havas im Youtube-Kanal „UFO TV Austria“ wöchentliche News-Updates. Diese konzentrieren sich auf weltweite Entwicklungen im Bereich der UFOs/UAPs (Unidentifizierte Flugobjekte/Unidentifizierte Luftphänomene) und verwandte Themen. Im Unterschied zu herkömmlichen UFO-Berichten, die oft auf Sichtungen und Zeugenberichte abzielen, fokussiert sich dieser Kanal auf Ereignisse im öffentlichen Raum. Die Berichterstattung umfasst neue Gesetzesinitiativen, öffentliche Anhörungen, Aussagen von Politikern und Funktionären sowie wissenschaftliche Forschungen und Forscher, die sich mit UFOs/UAPs auseinandersetzen. Ende 2025 veröffentlichte Havas auch ein Fachbuch zu diesem Thema ("Das UFO Handbuch - Alles, was Sie über das Phänomen wissen müssen").

## Werke (Auswahl)
- Comics aus Österreich, Harfe-Verlag 1987
- zusammen mit Gerhard Gerhard Habarta (Hrsg.): Comic Welten. Geschichte und Struktur der neunten Kunst, Edition Comic Forum 1992, ISBN 3-900390-61-4
- IQ, Compact-Verlag München 1997, ISBN 3-8174-3317-4
- Wiener Sammelsurium, Pichler-Verlag Wien 2005, ISBN 3-85431-375-6
- Die größten Gefahren Österreichs und wie man sie übersteht, Pichler-Verlag, Wien, Graz und Klagenfurt 2006, ISBN 3-85431-410-8
- Das Austropop-Sammelsurium, Ueberreuter, Wien 2008, ISBN 978-3-8000-7368-9
- Kurioses Wien, Metroverlag, Wien 2010, ISBN 978-3-99300-000-4
- Der Mann, der den Neusiedler See trockenlegen wollte – und andere kuriose Österreicher, Metroverlag, Wien 2013, ISBN 978-3-99300-139-1
- Kurioses Österreich, Metroverlag, Wien 2015, ISBN 978-3-99300-211-4
- Weird Vienna (in englischer Sprache), Metroverlag 2015, ISBN 978-3-99300-232-9
- ASH: Rückkehr der Helden (Szenarist), Cross Cult, Ludwigsburg 2016, ISBN 978-3-95981-133-0
- Besoffen – Deutsch: Ein Wiener Sprachführer, Holzbaum, Wien 2017, ISBN 978-3-902980-63-2
- Das Buch der Wiener Weltwunder, Metroverlag 2017, ISBN 978-3-99300-306-7
- Das kunterbunte Liebesbuch, Goldegg Verlag 2021, ISBN 978-3-99060-248-5
- Kottan, Kreisky und kein Kabelfernsehen, Elsengold Verlag 2022, ISBN 978-3-96201-115-4
- "Das UFO-Handbuch", KDP 2024, ISBN 979-8344972107